# Ван Мин
Ван Мин (кит. 王明, пиньинь Wáng Míng; настоящее имя Чэнь Шаоюй (кит. трад. 陳紹禹, упр. 陈绍禹, пиньинь Chén Shàoyǔ); 23 мая 1904 — 27 марта 1974) — китайский революционер, партийный и государственный деятель. Один из активных членов Группы 28 большевиков. В 1930-е годы при поддержке руководства СССР и Коминтерна практически возглавлял центральные органы Коммунистической партии Китая и активно оппонировал усилению влияния Мао Цзэдуна. После образования КНР уехал в 1956 году в СССР, где прожил до конца жизни.

## Биография

### Ранние годы
Ван Мин родился 23 мая 1904 года на территории Луаньской непосредственно управляемой области (сейчас эти места входят в состав уезда Цзиньчжай) провинции Аньхой в бедной семье сельского учителя. Его настоящая фамилия Чэнь, а имя — Шаоюй, которое он получил в честь легендарного китайского императора древности Юя.
В 1920 году поступил в начальную школу уезда Гуши провинции Хэнань. Затем продолжил обучение в знаменитой провинциальной третьей школе сельского хозяйства, основанной известным революционером Чжу Юньшанем, который знакомил своих учеников с прогрессивными изданиями и книгами того времени. Во время учёбы в школе Ван Мин принимал активное участие в общественной жизни. Так, он стал одним из организаторов кампании против нечестных выборов и бойкоту японской продукции.
После окончания школы в 1924 году, Ван Мин поступил в Уханьскую высшую школу коммерции, где проучился всего год. В Ухане он примыкает к «Движению 30 мая» и вступает в ряды Гоминьдана.

### Учёба в СССР
В ноябре 1925 года Ван Мин направляется в Москву для учёбы в Коммунистическом университете трудящихся Китая им. Сунь Ятсена, где вступает в КПК. Во время учёбы он изучает русский язык и марксистско-ленинскую теорию. В это же время он встречает своего первого политического противника Жэнь Чжосюаня. Жэнь был секретарем студенческой ячейки КПК. В конечном итоге Ван Мин берёт над ним верх, и в апреле 1926 года избирается председателем этой студенческой ячейки КПК.
Вместе с другими активистами, такими как Чжан Вэньтянь, Бо Гу и Ван Цзясян, Ван Мин создает группу единомышленников, которую его противники впоследствии назвали Группой 28 большевиков. Позднее члены этой группы составят костяк т. н. «московской группы» и будут выступать против усиления влияния Мао Цзэдуна в КПК.

### В руководстве партии
В 1929 году Ван Мин возвращается в Китай, где назначается руководителем отдела пропаганды КПК одного из районов Шанхая и работает редактором партийной газеты «Хунци» (кит. 红旗, рус. Красное знамя). В это время в газетах «Хунци» и «Большевик» (кит. 布尔塞维克) Ван Мин публикует более 30 статей, пропагандируя политику Коминтерна, и пишет эссе «Две линии» (кит. 两条路线), разъясняя программу нового «левого» партийного курса.
В конце 1930 года Ван Мин становится секретарем парткома провинции Цзянсу. В январе 1931 года по итогам VI съезда КПК Ван Мин при поддержке Павла Мифа, находящегося в то время в Китае, избирается членом Политбюро ЦК КПК и назначается на должность руководителя организационного отдела ЦК КПК. По инициативе Коминтерна Ван Мин возглавляет кампанию по борьбе с правыми уклонистами в Советских районах Китая. В результате кампании удалось снять с постов многих видных партийных и военных руководителей партии.
После ареста и казни гоминьдановцами в июне 1931 года генерального секретаря ЦК КПК Сяна Чжунфа, Ван Мин добивается избрания на должность исполняющего обязанности руководителя партии своего старого друга и соратника Бо Гу. В октябре того же года в качестве руководителя делегации КПК при Коминтерне Ван Мин снова уезжает в СССР. В Москве он избирается членом Бюро Исполнительного комитета Коминтерна и отвечает за азиатское и латиноамериканское направления в работе организации. 26 января—10 февраля 1934 года делегат XVII съезда ВКП(б) с совещательным голосом. Ван Мин живет в Москве до 1937 года.

### Коминтерновский период
Как раз в этот период КПК терпит поражения от Гоминьдана как в городе, так и на селе. Это приводит к отступлению сил КПК и «Великому походу» коммунистов. На конференции партии в Цзуньи в январе 1935 года Мао Цзэдун получает пост главы Военного совета ЦК КПК, о чём Ван и Коминтерн даже не подозревали. С этого момента Мао начинает концентрировать всю полноту власти в КПК в своих руках и со временем становится её безоговорочным лидером, даже несмотря на то, что на конференции в Цзуньи генеральным секретарем ЦК КПК был избран Чжан Вэньтянь.
В это время в Москве Ван Мин ведёт активную политическую и пропагандистскую деятельность против Японии, которая тогда уже контролировала весь северо-восток Китая. На VII конгрессе Коминтерна Ван Мин выступает с речью, изобличающей японский империализм. В августе 1935 года делегация КПК при Коминтерне выпускает знаменитый «Манифест 1 августа», который призывает китайцев к объединению в борьбе против японской агрессии. В том же месяце члены КПК при Коминтерне проводят несколько встреч для обсуждения возможности создания единого фронта с Гоминьданом с той же целью. На одной из них Ван Мин указывает на то, что главным врагом Китая является не Чан Кайши, а Япония, и что существует возможность альянса КПК и Гоминьдана в борьбе против японских захватчиков. После этого делегаты от КПК посылают Чжан Хао в Яньань, чтобы огласить решение этого собрания. И в декабре 1935 года Политбюро ЦК КПК решает пойти на объединение с гоминьдановцами для борьбы с Японией. После Сианьского инцидента в 1936 году и Инцидента на Лугоуцяо в июле 1937 года война между Китаем и Японией стала неизбежна.

### Яньаньский период

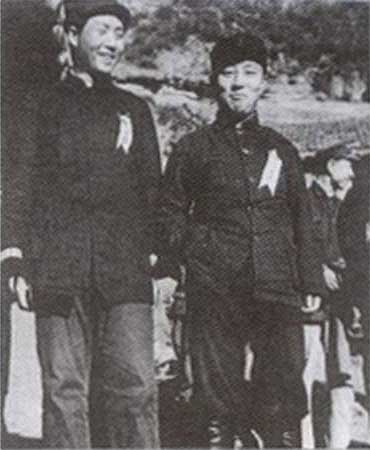
Мао Цзэдун и Ван Мин в Яньани (1937 год)

Из-за необходимости на месте проводить политику единого фронта и по личному указанию И.Сталина и Г.Димитрова, после шести лет отсутствия на родине, Ван Мин возвращается в Китай. В ноябре 1937 года его назначают руководителем Секретариата ЦК КПК и секретарём Чанцзянского бюро ЦК КПК. С этого времени противостояние Вана и Мао Цзэдуна усиливается.
По итогам 6-го пленума ЦК КПК 6-го созыва в 1938 году Чанцзянское бюро ЦК КПК расформировывается. Это решение в основном было вызвано желанием Мао Цзэдуна ослабить позиции Ван Мина. Ван Мин переезжает в Яньань и возглавляет отдел единого фронта ЦК КПК, Комитет по делам женщин ЦК КПК, становится ректором Женского университета Китая.
Из-за политического столкновения по вопросу о поддержке СССР активными действиями войск Коммунистической партии Китая против Японии 8 октября 1941 г. Мао Цзэдун у себя дома отравил Ван Мина и принудил его лечь в больницу, где по приказу Мао врач Цзинь Маояо стал вводить больному препараты ртути (по утверждению самого Ван Мина). Версию об отравлении Ван Мина Цзинь Маояо, агентом Кан Шэна, по приказу Мао Цзэдуна, также поддерживал Пётр Владимиров (Власов), связной Коминтерна при ЦК КПК, работавший в 1942-1945 гг. в Яньане и хорошо знакомый с внутрипартийной борьбой (версия подробно изложена в книге Особый район Китая. 1942—1945).
Весь 1941 год Ван Мин находится в отпуске по состоянию здоровья. В это время Мао Цзэдун приказал около его дома организовать круглосуточную добычу строительного камня методом взрывных работ. Грохот не смолкал ни на минуту. Об этом 21 октября 1941 г. в Центральном госпитале в Яньане Ван Мин написал стихотворение «Заговор разоблачён»:
Видать уж такова твоя судьба,
разоблачитель заговора хитрого!
Кипит ожесточённая борьба
вкруг чёткой телеграммы Димитрова.
Неожиданной болезнью свален Ван,
а Мао маску снял приоткровенно.
Грохочут скалы, склоны гор дрожат,
И дрогнули моей землянки стены:
И днём и ночью гром взрывных работ
у входа в мою тесную берлогу.
Всё изболелось тело, а душа
избыть не может гневную тревогу.
О тайном заговоре я узнал,
узнал, что на душе у них нечисто, -
они друзьям наносят явный вред
и недостойны званья коммунистов.
перевод А. Голембы
С течением времени болезнь стала обостряться и едва не кончилась гибелью пациента, затем перешла в хроническую форму; полного выздоровления так и не наступило. После консилиума врачей 30 июля 1943 года Цзинь Маояо стал на колени перед Ван Мином, покаялся в содеянном и заявил, что действовал по прямому указанию Мао Цзэдуна.
Позднее в своей книге «50 лет КПК и предательство Мао Цзэ-дуна» (кит. 中共半丗紀与叛徒毛泽东) он разоблачает Мао в создании тайной организации и в своем отравлении, чем и объясняет свою болезнь в период работы в Яньани.
В 1942 году Мао начинает кампанию против догматизма и эмпиризма, более известную под названием чжэнфын. По указанию Г.Димитрова, чтобы сохранить жизнь в тех сложных условиях, Ван Мин выступает с публичной «самокритикой», которая принимается руководством партии. При поддержке Советского Союза Ван Мин вновь вводится в состав ЦК КПК. В результате чжэнфына влияние Ван Мина пошло на убыль, и СССР пришлось принять Мао Цзэдуна в качестве лидера КПК.
В 1945 году по итогам VII съезда КПК специально под Вана Мина создаётся Кабинет политических исследований при ЦК КПК, который был призван заниматься правовым обеспечением деятельности партии. В июне 1946 года решением ЦК КПК сформирован Комитет по исследованию правовых вопросов (в декабре 1948 года преобразован в Правовой комитет ЦК КПК), возглавить который было поручено Ван Мину. В это время он занимается законотворческой деятельностью, при нём разрабатываются проекты таких основополагающих документов как Конституция пограничного района Шэньси—Ганьсу—Нинся и Конституция Китая. Также во время Третьей Гражданской войны Ван Мин принимает участие в проведении земельной реформы в провинции Шаньси, успешно выступая против ошибочного курса земельной реформы Лю Шаоци и Кан Шэна — последователей Мао Цзэдуна.

### После образования КНР
В сентябре 1949 года Ван Мин принимает участие в учредительной сессии Народного политического консультативного совета Китая (НПКСК), где избирается членом Всекитайского комитета НПКСК 1-го созыва. После образования КНР занимает посты заместителя председателя Комитета по политическим и правовым вопросам КНР, председателя Комитета законодательных предположений Центрального народного правительства КНР, члена Всекитайского комитета НПКСК и Верховного народного суда КНР. В это время Ван Мин принимал участие в разработке основополагающих законодательных актов страны, в том числе в 1950 г. был ответственен за разработку и принятие первой версии закона о браке.
Периодически вступал в стычки с Мао Цзэдуном (в частности, возражал против включения в состав НПКСК «буржуазного философа» Чжан Дунсуня).
9 июня 1950 г. III пленум ЦК КПК 7-го созыва принимает специальный акт под названием «О товарище Ване Мине» (кит. 关于王明同志的决定). III пленум ЦК КПК посчитал, что товарищ Ван Мин «отказывается признавать свои ошибки в прошлом, его одобрительное отношение к политике центральных партийных органов является неискренним, его поведение не соответствует нормам поведения членов руководящих органов партии, закрепленным решениями II пленума». Таким образом, товарищу Ван Мину было рекомендовано незамедлительно подчиниться решениям II пленума, признать ошибочность своих суждений в статьях и работах, опубликованных во время Войны сопротивления, Гражданской войны, и выступить с публичной самокритикой, чтобы доказать осознание и признание своих прошлых ошибок и принять необходимые меры для исправления в идеологическом плане.
В начале сентября Ван Мин направляет в ЦК заявление с просьбой разрешить ему выехать в СССР для прохождения лечения. Сразу же после получения просьбы Ван Мина, ЦК организовал комиссию для подтверждения необходимости получения медицинской помощи в СССР. Только после того, как ЦК и Мао убедились в такой необходимости, просьба на выезд была удовлетворена. 25 октября 1950 г. Ван Мин в сопровождении жены Мэн Циншу и двух своих детей, а также группы личной охраны, отбыл на поезде из Пекина и в начале ноября прибыл в Москву. В Советском Союзе Ван Мин с семьёй прожили три года.
После трёх лет лечения в СССР, в связи с улучшением состояния здоровья, Ван Мин решил вернуться в Китай. В декабре 1953 г. он возвращается на родину и продолжает работу в Комитете законодательных предположений. В апреле 1954 г. состояние здоровья Ван Мина вновь ухудшилось и его госпитализировали в пекинскую больницу (аналог Кремлёвской больницы в Москве).
В сентябре 1954 года делегаты I сессии Всекитайского собрания народных представителей I созыва приняли решение об учреждении Государственного совета КНР и упразднении некоторых существовавших министерств и ведомств. Среди упраздненных ведомств был и Комитет законодательных предположений. С тех пор Ван Мин не занимал никаких должностей в правительстве страны.
В октябре 1955 г. состоялся VI пленум ЦК КПК 7-го созыва, на котором Ван Мин не смог присутствовать в связи с болезнью, о чем он сообщает в письме Мао Цзэдуну до начала пленума. В письме Ван Мин также просит освободить его от обязанностей члена ЦК КПК по состоянию здоровья. Но ЦК данную просьбу не удовлетворяет и оставляет Ван Мина в составе ЦК 7-го созыва. Здоровье Ван Мина еще больше ухудшается, и он просит разрешение уехать в Москву на лечение. Получив разрешение ЦК, 30 января 1956 г. Ван Мин с семьёй, лечащим врачом и медсестрой вылетают в Москву. Больше Ван Мин никогда не вернётся на родину.

### Последние годы жизни
В сентябре 1956 года состоялся VIII съезд КПК, на который был приглашён и Ван Мин. Находясь в СССР, он направляет в ЦК телеграмму, в которой сообщает, что не сможет принять участие в съезде из-за плохого состояния здоровья. Несмотря на это, делегаты съезда вновь избирают Ван Мина членом ЦК КПК.
В 1960-х годах, живя в Советском Союзе, Ван Мин пишет статьи и книги по истории Коммунистической партии Китая. Среди его работ того времени — «О китайских событиях» (кит. 毛泽东实行的不是《文化革命》而是反革命政变), «Ленин, ленинизм и китайская революция» (кит. 列宁、·列宁主义与中国革命) и другие. Во времена Культурной революции в Китае Ван Мин был объявлен «приспешником оппортунизма, агентом советского ревизионизма и предателем», подвергался резкой критике и был причислен к антиреволюционным элементам. С этого момента контакты Ван Мина с ЦК прервались навсегда. Несмотря на всё это, ЦК не принял ни одного решения насчёт Ван Мина и не исключил его из партии.
Ван Мин написал много статей с критикой Мао Цзэдуна во время конфликта между КНР и СССР в 1960—1970-х годов. Оценивал события с позиций КПСС, резко критиковал «Культурную революцию», маоистскую политику и лично Мао Цзэдуна. Состояние здоровья Ван Мина вызывало всё больше опасений. Но он не переставал писать книги и статьи, даже находясь в постели. В 1971 году были опубликованы его статьи «50 лет КПК» (кит. 中共五十年), «Кампания чжэнфын как репетиция Культурной революции» (кит. 整风运动是文化革命的演习). Последней работой Вана Мина стала книга «Полвека КПК и предательство Мао Цзэ-дуна», которая вышла тиражом в 200 тыс. экземпляров и подвергла резкой критике деятельность Мао Цзэдуна.
Ван Мин умер в Москве 27 марта 1974 года в возрасте 69 лет. Советское руководство отдало ему высокую дань уважения. В почётном карауле у гроба китайского коммуниста стояли кандидат в члены Политбюро, секретарь ЦК КПСС П. Н. Демичев, секретари ЦК КПСС И. В. Капитонов и К. Ф. Катушев. Во время прощания к гробу Ван Мина были возложены венки от ЦК КПСС, Президиума Советских обществ дружбы, Института марксизма-ленинизма, Института Дальнего Востока и Института востоковедения Академии наук СССР. 29 марта он был похоронен на Новодевичьем кладбище.

## Семья
В 1930 году Ван Мин женился на Мэн Циншу (род. в 1911 году в провинции Аньхой), известной китайской революционерке, активистке женского движения в Китае. В 1956 году вместе с мужем и детьми уехала в СССР. Умерла в Москве в 1983 г.
Чета имела троих детей:
- Дочь — Ван Фанъни (Фаня) — родилась 18 января 1932 г. в Москве, когда Ван Мин возглавлял делегацию КПК при Коминтерне. Фаня выросла и всю жизнь провела в Советском Союзе. Она не говорила на китайском языке и никогда не посещала Китай. Её русское имя — Фаня Георгиевна Димитрова. В ноябре 1937 года Ван Мин с женой уезжают в Китай, оставив свою дочь в СССР на попечении генерального секретаря ИККИ Георгия Димитрова. Позднее чета Димитровых удочерила Фаню и воспитывала как свою родную дочь. Повзрослев, Фаня выбрала профессию инженера и участвовала в проектировании глубоководных аппаратов. Умерла 27 января 1985 г. в возрасте 53 лет. Похоронена рядом с родной матерью на Новодевичьем кладбище в Москве.
- Старший сын — Ван Даньчжи — родился в 1939 г. в Яньани. Вместе с родителями уехал в СССР. Получил советское гражданство, окончил Московский государственный университет, кандидат физико-математических наук. С 1969 по 1976 год работал математиком в ВЦ АН СССР, в 1970—1980 годы — в академическом Институте Дальнего Востока как специалист по Китаю и китайскому языку[11]. Помогал в подготовке работ Ван Мина в последние годы его жизни (1959—1974) и их издании; редактировал и перевел книгу Мэн Циншу «Чэнь Шаоюй-Ван Мин. Биография. Воспоминания» (2011). Также им опубликована монография «Алгоритмизация построения общих решений в задачах механики твердого тела» (2011). Был женат на русской женщине, жил в Москве. Умер 11 октября 2023 г. в возрасте 84 лет.
- Младший сын — Ван Даньдин — родился в 1945 г. в Яньани. Также вместе с родителями в 1956 году уехал в СССР. Так же как старший брат, окончил Московский государственный университет. Кандидат филологических наук. Защитил диссертацию, посвященную истории китайской литературы. Никогда не женился. В настоящее время живёт в России, представляя интересы Международной ассоциации цигун[12].

## Сочинения
- О событиях в Китае. — М. : Политиздат, 1969. — 62 с.
- Ван Мин. Полвека КПК и предательство Мао Цзэ-дуна. — М.: Политиздат, 1975. — 311 с.
- Избранные стихи. 1919—1974 / Перевод с китайского; вступит. статья Алексея Суркова . — М.: Прогресс, 1979. — 303 с. : портр.